# Manometru de control (scufundare)
Manometrul de control  al presiunii de aer la scufundări este un instrument cu ajutorul căruia se verifică dacă butelia de scufundare a aparatului autonom de respirat sub apă este umplută cu aer la presiune corectă.
Manometrul de control este un manometru de înaltă presiune ce are cadranul marcat în bar sau atmosfere/at (1 at = 0,981 bar). 
Manometrele de control produse în S.U.A. au cadranul gradat în PSI (pounds per square inch) - 1 PSI = 6,9 X 0,01 bar =  6,8 X 0,01 at. 
Manometrul de control este un manometru cu element de măsură elastic de același tip cu manometrul submersibil, dar nu este nici etanș și nici rezistent la presiune exterioară (de exemplu, subacvatică). 
Manometrul de control este prevăzut cu un dispozitiv de racordare (atașare) rapidă la robinetul buteliei de scufundare tip INT sau DIN și o supapă cu acționare manuală (neautomată) pentru evacuarea aerului sub presiune rămas în interiorul manometrului după închiderea robinetului buteliei. 

## Utilizarea manometrului de control
Utilizarea manometrului de control comportă următoarele etape: 
- se racordează manometrul la butelia de scufundare cu robinetul închis
- se deschide robinetul buteliei
- se citește presiunea aerului din butelie
- se închide robinetul buteliei
- se purjează (evacuiază) aerul rămas sub presiune în interiorul manometrului, prin supapa de evacuare
- se demontează manometrul de control.

Verificarea presiunii aerului din butelie înainte de scufundare este obligatorie în special atunci când aparatul de respirat nu are în componență un manometru submersibil. 